# Cashmeran
Cashmeran ist ein synthetischer Duftstoff aus der Gruppe der Cyclohexenone. Es wird als Racemat oft Reinigungsprodukten als geruchsgebende Komponente zugesetzt.

## Name
Die Bezeichnung wurde in Bezug auf Eigenschaften von Kaschmirwolle gewählt. Cashmeran verleiht Parfums eine weiche, seidige Note. Cashmeran ist der von International Flavors & Fragrances vergebene Handelsname für den Duftstoff. Der chemische Name lautet 6,7-Dihydro-1,1,2,3,3-pentamethyl-4(5H)-indanon. Die Abkürzung – DPMI – wird in verschiedenen Publikationen synonym verwendet.

## Geschichte
Cashmeran wurde von International Flavors and Fragrances in den 1970er-Jahren von John Hall entdeckt. Zu der Erfindung von Cashmeran kam es aufgrund von Forschungen nach kostengünstigen Verfahren zur chemischen Transformation von Stoffen mit Pentamethylindan- und Tetramethylnaphthalen-Strukturen. In diesem Zusammenhang wurde Cashmeran, ein ungesättigtes Keton, als ein wichtiger neuer Duftstoff identifiziert.

## Physikalische und chemische Eigenschaften
Cashmeran ist ein alicyclisches Keton. Bei Raumtemperatur erscheint es als weißer Feststoff, sein Schmelzpunkt liegt bei 27 °C. Als Siedepunkt wurde eine Temperatur von 256 °C berichtet, jedoch hat man in einigen Tests eine Zersetzung des Materials bei 220 °C festgestellt.

## Geruch
Obwohl Cashmeran von einigen Seiten als polycyclische Moschusverbindung beschrieben wurde, ist es weder primär ein Moschusduftstoff, noch gehört es zur Gruppe der polycyclischen Moschusverbindungen. Die International Fragrance Association (IFRA) definiert polycyclische Moschusverbindungen als Verbindungen, die:
- primär und einzig aufgrund ihres Moschusdufts verwendet werden
- eine Summenformel von C17H24O oder C18H26O haben, und einen zentralen aromatischen Benzolring enthalten

Obwohl Cashmeran holzig-moschusartige Duftnoten hat, ist sein Geruch komplex, geprägt von würzigen, fruchtigen, balsamischen, chypre- und vanilleartigen Duftnoten. Cashmeran findet aufgrund seines eigenen charakteristischen Geruchs Verwendung, dieser unterscheidet sich grundlegend von üblichen Moschusverbindungen. Dies spiegelt sich auch in seiner typischen Verwendungsmenge von circa 2 Prozent wider, im Vergleich dazu liegt zum Beispiel die Verwendungsmenge der polycyclischen Moschusverbindung HHCB (Galaxolid) in Düften bei bis zu 30 Prozent. Cashmeran fehlt zudem auch der aromatische Benzolring, den polycyclische Moschusverbindungen enthalten.

## Umweltdaten
Cashmeran hat einen Biokonzentrationsfaktor (BCF) von 157 für Cyprinus carpio und einen Octanol-Wasser-Verteilungskoeffizienten (log KOW) von 4,2 bei 20 °C. Aus dem BCF folgt, dass diese Verbindung nicht besonders bioakkumulierbar ist.
Die kurzfristige aquatische Toxizität für Cashmeran liegt bei >1 mg/L für aquatische Spezies (Daphnien, Algen und Fische).
Cashmeran hat eine Umweltgefährlichkeitseinstufung H411 gemäß EU CLP.
In diesem Sinne sind die Biokonzentration und aquatische Toxizität von Cashmeran bei den in der Umwelt gefundenen Konzentrationen eher unkritisch. Mehrere Studien zur Überwachung wurden in verschiedenen Umweltbereichen und Menschen durchgeführt. Einige Studien haben Spuren von DPMI nachgewiesen, die gefundenen Werte lagen bei unter 1 ppm, üblicherweise sogar unter 1 ppb.

## Toxikologie
Cashmeran ist hautreizend (H315) und verursacht schwere Augenreizungen (H319). Es kann allergische Reaktionen verursachen und sensibilisierend wirken (H317). Cashmeran ist als gesundheitsgefährdend eingestuft.